# Ронћиљоне
Ронћиљоне (итал. Ronciglione) је насеље у Италији у округу Витербо, региону Лацио.
Према процени из 2011. у насељу је живело 7211 становника. Насеље се налази на надморској висини од 450 м.

## Становништво
Према резултатима пописа становништва 2011. у општини је живело 8.308 становника.
| 1931. | 1936. | 1951. | 1961. | 1971. | 1981. | 1991. | 2001. | 2011. |
| ----- | ----- | ----- | ----- | ----- | ----- | ----- | ----- | ----- |
| 6.671 | 6.911 | 6.977 | 6.406 | 6.087 | 6.924 | 7.227 | 7.470 | 8.308 |